# Chizuella bonneti
Chizuella bonneti är en insektsart som först beskrevs av Bolívar, I. 1890.  Chizuella bonneti ingår i släktet Chizuella och familjen vårtbitare. Inga underarter finns listade i Catalogue of Life.